# Neanalcocerus hortulanus
Neanalcocerus hortulanus är en tvåvingeart som först beskrevs av Samuel Wendell Williston  1900.  Neanalcocerus hortulanus ingår i släktet Neanalcocerus och familjen vapenflugor. Inga underarter finns listade i Catalogue of Life.